# CFL USA

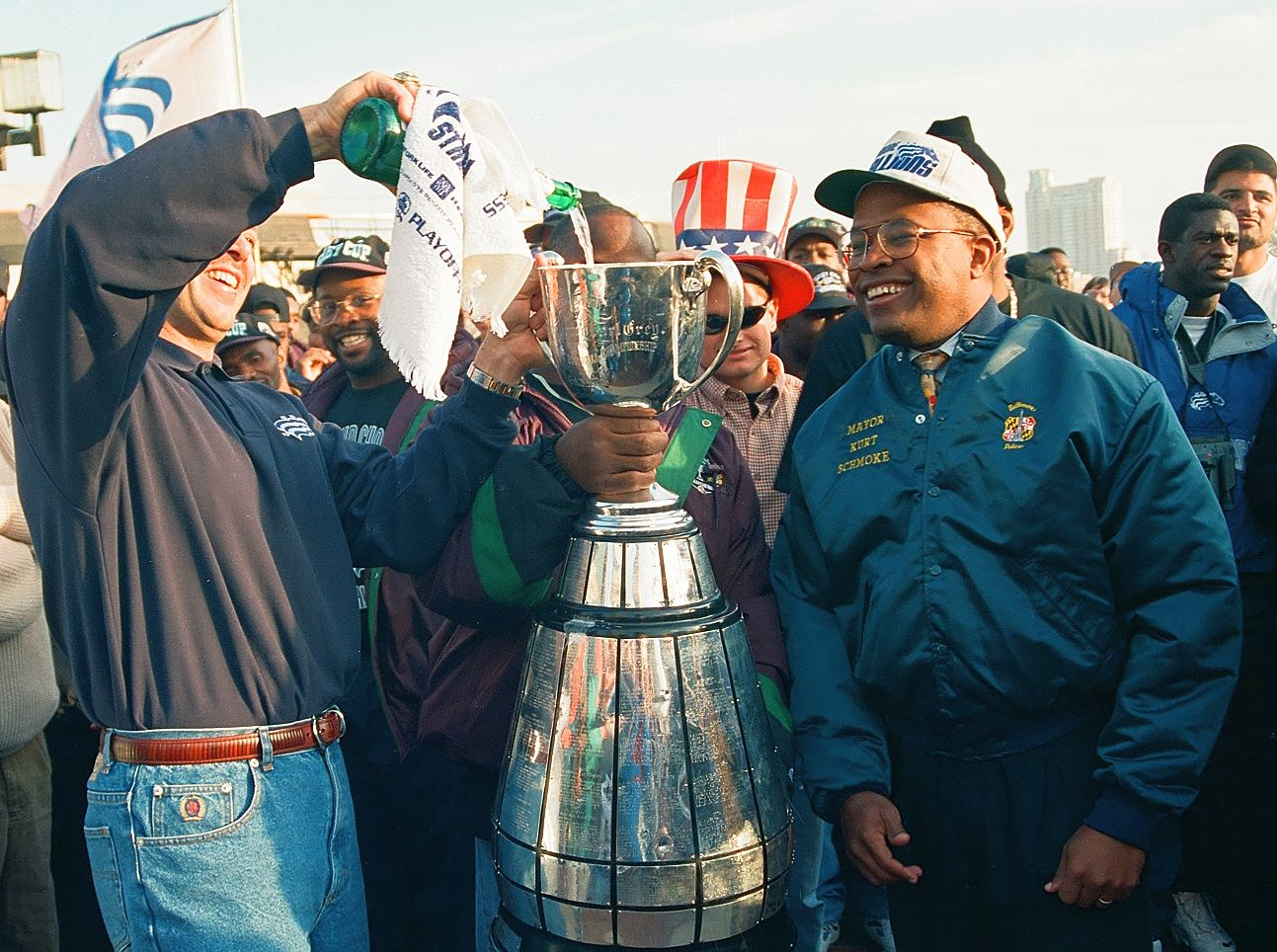
Los Baltimore Stallions fueron el primer y único equipo estadounidense campeón de la CFL.

CFL USA fue el nombre de la extensión de marca de la Canadian Football League (CFL), la cual intento expandir el fútbol canadiense hacia Estados Unidos, aventura que solo duró tres temporadas.
Tras un juego de exhibición en Portland entre equipos de Toronto y Calgary, celebrado en julio de 1992, la liga planeó lanzar algunos equipos en Estados Unidos. El objetivo era colocar 10 franquicias en Canadá y otras 10 en Estados Unidos, en este último varias ciudades fueron consideradas como Columbus (Ohio), Rochester (Nueva York), Hartford (Connecticut), Milwaukee (Wisconsin), Boise (Idaho), Portland (Oregón) y Minot (Dakota del Norte); sin embargo, el único equipo que jugó en 1993, primera temporada con equipos de este país, fue los Sacramento Gold Miners en California. Hubo intentos de llevar otro equipo a San Antonio (Texas) que en ese momento no prosperó.
Para 1994, a los Gold Miners se le añadieron los Baltimore Stallions en Maryland, Las Vegas Posse en Nevada y Shreveport Pirates en Louisiana. Todos ellos jugarían en su propia división, la Sur, donde los Stallions resultaron ganadores con el derecho de jugar la Grey Cup ante los BC Lions, duelo que ganaron los canadienses 26-23.
 En el resto de las ciudades americanas los resultados fueron menos alentadores para la CFL, perdiendo la franquicia de Las Vegas. 
La CFL añadió dos franquicias estadounidenses a la liga en 1995, los Memphis Mad Dogs en Tennessee y los Birmingham Barracudas en Alabama, manteniéndose las de Baltimore y Shreveport, trasladándose la de Sacramento a San Antonio. Los cinco equipos estadounidenses conformaron la División Sur de la liga en 1995, con propuestas de poner otro equipo en Miami (Florida) para 1996. En esta ocasión, los Stallions obtuvieron el título de la Grey Cup, imponiendo condiciones frente a los Calgary Stampeders por marcador de 36 a 20, siendo la única vez en la historia que un equipo no canadiense gana la Grey Cup.
La aventura estadounidense de la CFL terminó en 1996, cuando cuatro de los cinco equipos de este país terminaron con su existencia de manera voluntaria. Los Stallions, única franquicia sobreviviente, consideraron que, tras el regreso de la NFL a Baltimore con los Ravens, no podrían competir contra un equipo de esta liga y se mudaron a Montreal, resucitando a los Montreal Alouettes. De esta manera, se daba fin a la CFL en Estados Unidos.
Los Miami Manatees, la franquicia de expansión propuesta para 1996, nunca jugaron y desde entonces la NFL dominó la competición en Estados Unidos, formando cuatro equipos de expansión desde 1995 en Carolina del Norte, Jacksonville, Cleveland y Houston. Y con la mudanza de los Raiders desde Oakland a Las Vegas en 2020, el fútbol americano profesional llegó a una antigua plaza de la CFL en el país.

## Intentos de regreso
En 2001 Vince McMahon, dueño de la empresa de lucha libre WWE, tuvo la posibilidad de comprar a los Toronto Argonauts o a la CFL en pleno, lo que hubiese significado el regreso del fútbol canadiense a Estados Unidos, pero terminó desechando esta posibilidad y los posibles nuevos equipos estadounidenses terminaron siendo la base para la XFL, la liga de fútbol americano con reglas extremas que inició McMahon, intentando competir con la NFL.
En 2009 hubo una propuesta para que la CFL colocara algunas franquicias en Estados Unidos, con el fin que los jugadores provenientes de ligas como la NFL Europa o la Arena Football League (AFL), las cuales habían cerrado sus operaciones, participaran en el fútbol canadiense. Al final la AFL regresó el año siguiente, quedando desechada esa posibilidad.

## Equipos
- Baltimore Stallions (1994, 1995)
- Birmingham Barracudas (1995)
- Las Vegas Posse (1994)
- Memphis Mad Dogs (1995)
- Sacramento Gold Miners (1993, 1994)
- San Antonio Texans (1995)
- Shreveport Pirates (1994, 1995)